# Manuel Curros Enríquez
Manuel Curros Enríquez (Celanova, Ourense 1851 - l'Havana 1908) fou un escriptor gallec en llengua gallega i un dels promotors del Rexurdimento amb Rosalía de Castro i Eduardo Pondal.
Fou col·laborador assidu en la premsa liberal i són molt notables les seves cròniques de la guerra Carlina (1875). L'any 1894 emigrà a l'Havana, on col·laborà en el Diario de la Marina, i el 1904 tornà a Espanya. És molt abundant la seva producció castellana, bé que, en part, es tracta de poemes de circumstàncies. Escriví en castellà una novel·la (Paniagua y compañía), obres teatrals (El Maestre de Santiago i El padre Feijoo) i nombrosos poemes. La part més significativa de la seva obra correspon, però, a la producció en gallec.
La publicació d'Aires da miña Terra (1880) provocà la reacció del bisbe d'Ourense i el segrest de l'edició. Curros fou condemnat a dos anys de presó i multa però, finalment, fou absolt quan apel·là. La condemna es basava en el fet que eren inclosos en el llibre poemes com «Mirando ó chao», «A igrexa fria» i «Pelegrinos a Roma», considerats blasfems. La tendència anticlerical de Curros s'accentuà després del procés, i el 1888 publicà el llarg poema O divino sainete, paròdia de La Divina Comèdia, que prengué com a pretext el pelegrinatge catòlic a Roma amb motiu del jubileu de Lleó XIII. El 1894 marxà a l'Havana, on fundà el diari La Tierra Gallega, suspès sovint per donar suport als autonomistes cubans. Greument malalt, va morir el 1908 i les seves restes foren traslladades a Galícia.
La crítica religiosa de Curros se centrà en les fallades de l'Església com a institució, i en aquest sentit la seva obra ha estat valorada recentment, fins i tot des de l'angle catòlic. Malgrat aquest anticlericalisme, fou molt amic del poeta viguès Vesteiro Torres, que fou profundament religiós. El seu llenguatge, més depurat que el de Rosalía de Castro, suposà un avenç considerable en la fixació del gallec com a llengua literària.

## Obres
- Cantiga (1869)
- A virxe do cristal (1877)
- Unha boda en Einibó
- O Gaiteiro
- Aires da miña terra (1880), compilació dels poemes anteriors.
- O divino sainete (1888)